# 容迪亚
容迪亚是巴西阿拉戈斯州的一个市镇。总面积119.71平方公里，总人口4568人，人口密度38.2人/平方公里。